# Jagniątkowo
Jagniątkowo [jaɡɲɔntˈkɔvɔ] là một khu định cư ở khu hành chính của Gmina Wolin, thuộc hạt Kamień, West Pomeranian Voivodeship, ở phía tây bắc Ba Lan. Nó nằm khoảng 4 kilômét (2 mi) phía đông nam của Wolin, 18 km (11 mi) phía tây nam Kamie Kam Pomorski và 46 km (29 mi) phía bắc thủ đô khu vực Szczecin.